# Цекеево (деревня)
Цекеево (сев.-зап. мар. Цеке) — деревня в Кикнурском районе Кировской области.

## География
Находится на расстоянии примерно 9 км по прямой на юг от райцентра поселка  Кикнур. 

## История
Известна как деревня с 1748 года с населением 94 душ мужского пола из черемис новокрещеных. В 1873 году учтено дворов 73 и жителей 482, в 1905 40 и 233, в 1926 66 и 327 (в том числе 291 мари), в 1950 58 и 249, в 1989 проживал 131 человек. До января 2020 года входила в Кикнурское сельское поселение до его упразднения.

## Население
Постоянное население  составляло 105 человек (мари 93%) в 2002 году, 74 в 2010.